# Heronax juno
Heronax juno är en insektsart som först beskrevs av William Lucas Distant 1907.  Heronax juno ingår i släktet Heronax och familjen Derbidae. Inga underarter finns listade i Catalogue of Life.